# Weapons of Moroland
Weapons of Moroland é uma espécie de Placa comemorativa ou Timbre que contem vários modelos em miniatura de armas usadas por guerreiros dos povos indígenas da Ilha de Mindanao, no sul das Filipinas.
Considerado um ícone de cultura pop, o objeto é bastante comum em lojas de presentes do país. Mostrar a placa na casa de alguém é uma das várias indicações de "orgulho filipino".
As armas na placa de madeira incluem lanças, escudos e uma ampla gama de espadas ou facas, como o kris, o barong e o kampilan, enquanto a placa em si geralmente tem a forma do Brasão de armas das Filipinas e é muitas vezes encontrado com as cores desse selo.
A qualidade dos modelos varia de um caso para o outro, geralmente refletindo a forma geral de cada arma, mas geralmente não mostra com precisão a escala das lâminas com a inclinação, nem a escala das armas em relação umas com as outras.

## Típicas Armas Encontradas na Placa

### Armas de Lâmina
- Budjak
- Gunong
- Punyal
- Kalis
- Kambang
- Barong
- Kampilan
- Gayang
- Banjal
- Susuwat
- Laring
- Kris
- Janad
- Kapa
- Pira
- Utak
- Panabas
- Susuwat
- Bangkon (ou Bangkung)
- Lahot
- Canivete Butterfly

### Escudos
- Karasak
- Sangkil
- Taming

### Outros
- Budjak
- Agung - Um instrumento musical do conjunto Kulintang, usado como sinal para retransmitir comandos na batalha.